# Bruzeliopsis turba
Bruzeliopsis turba är en kräftdjursart som beskrevs av J. L. Barnard 1964. Bruzeliopsis turba ingår i släktet Bruzeliopsis och familjen Synopiidae. Inga underarter finns listade i Catalogue of Life.